# فولفغانغ بوك
فولفغانغ بوك (بالألمانية: Wolfgang Böck ) (و. 1953 – م) هو ممثل، وممثل مسرحي، وممثل أفلام من النمسا . ولد في لينتز.

## جوائز
حصل على جوائز منها:
- رومي
- ميدالية كاينز  [لغات أخرى]‏.

## روابط خارجية
- فولفغانغ بوك على موقع IMDb (الإنجليزية)
- فولفغانغ بوك على موقع ألو سيني (الفرنسية)
- فولفغانغ بوك على موقع ميوزك برينز (الإنجليزية)
- فولفغانغ بوك على موقع أول موفي (الإنجليزية)
- فولفغانغ بوك على موقع قاعدة بيانات الأفلام السويدية (السويدية)
- فولفغانغ بوك على موقع ديسكوغز (الإنجليزية)
- فولفغانغ بوك على موقع قاعدة بيانات الفيلم (الإنجليزية)
- فولفغانغ بوك على موقع كينوبويسك (الروسية)